# Pierre du Cambout de Coislin

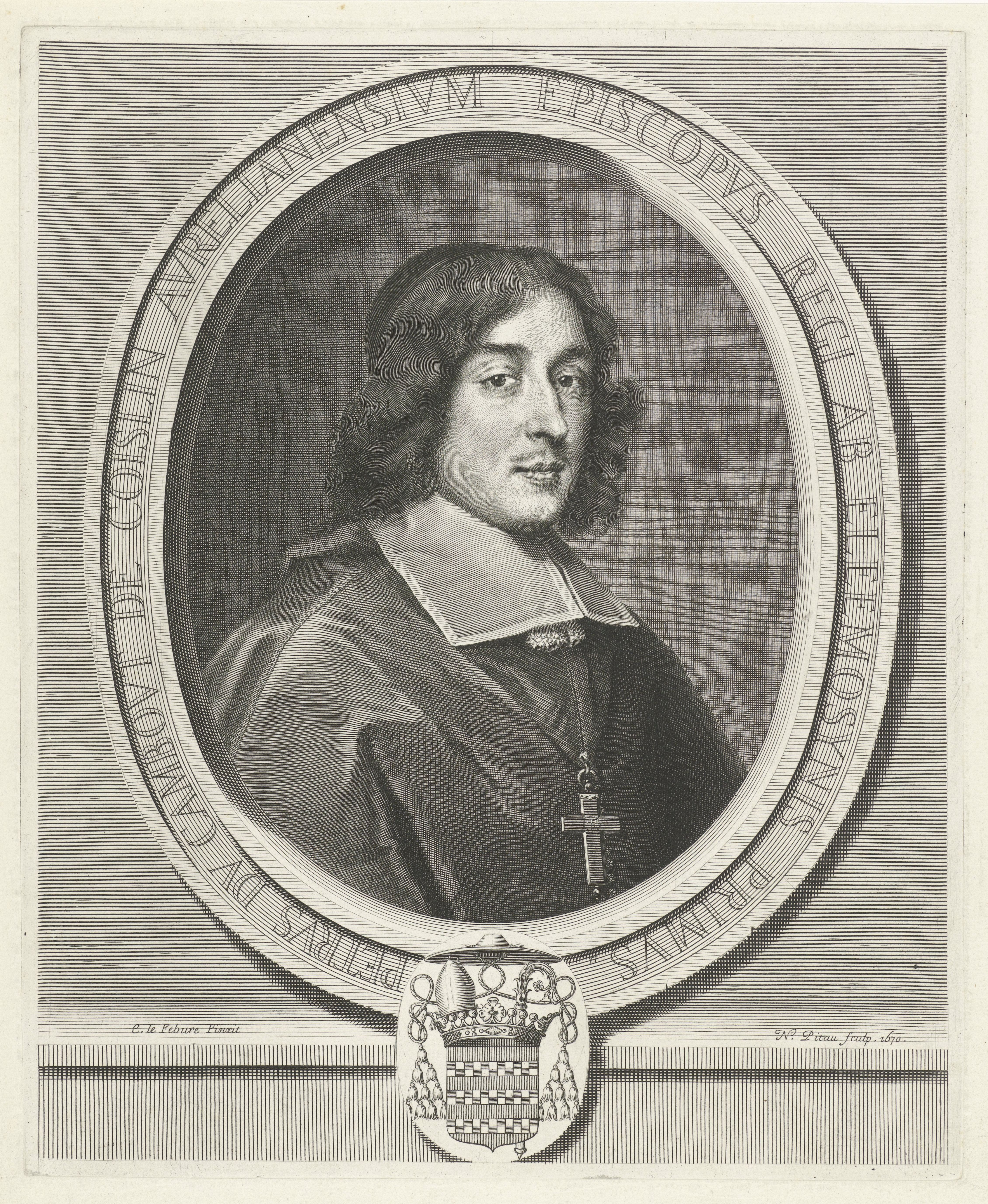
Pierre du Cambout de Coislin als Bischof von Orleans (Stich von Nicolas Pitau, 1670)

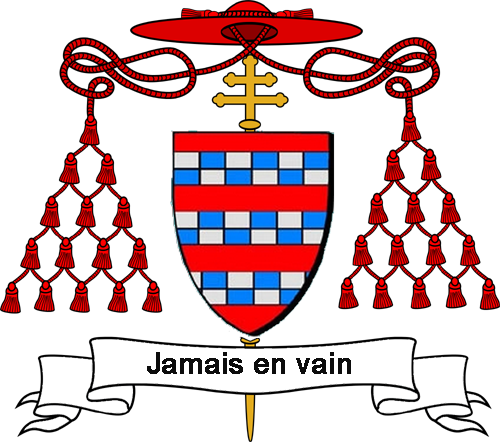
Kardinalswappen (schematische Darstellung)

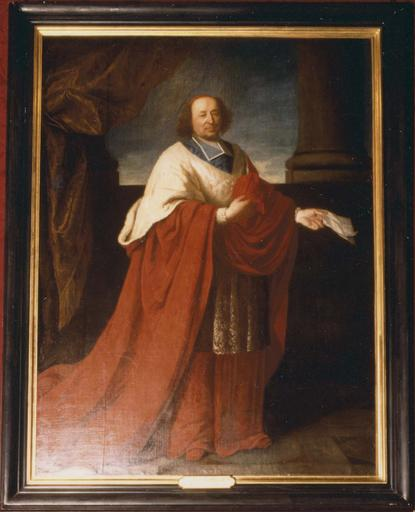
Pierre Kardinal du Cambout de Coislin in Cappa magna (Gemälde um 1700)

Pierre du Cambout de Coislin (* 14. November 1636 in Paris; † 5. Februar 1706 in Versailles; auch Pierre de Cambout, auch mit dem Vornamen Pierre-Armand) war ein französischer Geistlicher, Bischof von Orléans und Kardinal der Römischen Kirche.

## Leben

### Frühe Jahre und Familie
Er wurde als zweiter Sohn des Pierre César de Cambout, Marquis de Coislin und der Madeleine Séguier, älteste Tochter von Pierre Séguier, Kanzler von Frankreich, in Paris geboren. Sein älterer Bruder war Armand du Cambout de Coislin (1635–1702), französischer Herzog und Mitglied der Académie française. Seine Neffen waren Pierre du Cambout, duc de Coislin (1654–1710), französischer Herzog und Mitglied der Académie française und Henri-Charles du Cambout de Coislin, Bischof von Metz (1697–1732) und Mitglied der Académie française.
Getauft wurde er am 13. Februar 1638 in der Kirche Saint-Eustache. Da sein Vater 1641 bei der Belagerung von Aire-sur-la-Lys fiel, wurde er zusammen mit seinem älteren Bruder von Jean Ballesdens, dem Sekretär Séguiers, erzogen. Bereits mit 17 Jahren wurde er Erster Almosenier des französischen Königs. Er studierte an der Sorbonne und wurde zum Doktor der Theologie promoviert.

### Geistliche Laufbahn
Die Priesterweihe empfing Pierre de Cambout am 16. August 1665 durch den Erzbischof von Paris, Hardouin de Péréfixe de Beaumont. Nachdem Ludwig XIV. ihn am 24. Mai 1665 vorgeschlagen hatte, wurde de Cambout am 29. März 1666 zum Bischof von Orléans erwählt. Die Bischofsweihe spendete ihm am 20. Juni 1666 der Erzbischof von Paris, der ihn kurz zuvor bereits zum Priester geweiht hatte; Mitkonsekratoren waren Ferdinand de Neufville de Villeroy, Bischof von Chartres, und Dominique de Ligni, Bischof von Meaux.
Als der des „Jansenismus“ beschuldigte Theologe Pasquier Quesnel 1681 aus Paris fliehen musste, gewährte Pierre de Cambout ihm Zuflucht.
Im Jahre 1685, nachdem das Edikt von Nantes zurückgenommen worden war, wurde ein Dragonerregiment nach Orléans entsandt, um die dort lebenden Calvinisten gewaltsam zu bekehren. Bischof de Cambout beherbergte die Offiziere im Bischofspalast und erwarb den Respekt der Soldaten. So konnte er Gewalttaten gegen die Reformierten verhindern, die er stets als seine „Diözesanen“ bezeichnete.
Im Konsistorium vom 22. Juli 1697 wurde Pierre de Cambout zum Kardinal kreiert. Er nahm am Konklave 1700 teil, aus dem Clemens XI. als Papst hervorging. Am 30. März 1700 erhielt er als Kardinalpriester die Titelkirche Santa Trinità dei Monti.

### Tod
Er starb im Alter von 69 Jahren in Versailles und wurde in der Kathedrale von Orléans aufgebahrt, wo er auch beigesetzt wurde.